# 伊利諾大學厄巴納-香檳分校教師及校友列表
關於「伊利诺伊大学厄巴纳-香槟分校」

## 著名校友、教授

### 科學界
- 郭毓仁，伊利諾大學香檳校區園藝系碩博士（1990-1995）開南大學健康照護管理學院院長、商學院院長、學務長，國內第一位草坪管理專家，近年研究推廣園藝治療，為全亞洲第一把交椅，華人地區園藝治療權威。
- 姚期智，計算機科學家，2000年圖靈獎得主，是目前唯一一位獲得此獎項的華裔，是该校計算機科學博士學位。
- 教授凱尼斯·阿佩爾与沃夫冈·哈肯合作在计算机完成了四色定理的证明。
- 安东尼·莱格特，物理系教授，2003年荣获诺贝尔物理奖。
- 傑克·基爾比，首创集成电路（IC），被誉为信息时代最为重要的发明之一。
- 约翰·巴丁，物理系教授，发明晶体管，提出低温超导理论，并成为有史以来首位在同一领域（固体物理学）中两次获得诺贝尔物理学奖的物理学专家。
- 保罗·劳特伯，化学系教授，2003年荣获诺贝尔生理学和医学奖。
- 卡罗瑟斯，化学博士，在1934年发明尼龙，被誉为世界历史上的4大化学家之一。
- 羅莎琳·薩斯曼·耶洛，美國醫學物理學家，因開發多肽類激素的放射免疫分析法，而獲得1977年諾貝爾生理學或醫學獎。
- 愛德華·阿德爾伯特·多伊西，美國生物化學家，由於發現維生素K以及其結構和生理作用，而與亨利克·達姆（Henrik Dam）共同獲得1943年諾貝爾生理學或醫學獎。
- 文森特·迪維尼奧，美國生物化學家，1955年獲諾貝爾化學獎。
- 羅伯特·W·霍利，美國生物化學家，獲得1968年諾貝爾生理學或醫學獎，原因是闡明了連結丙氨酸與DNA的tRNA。
- 傑克·基爾比，積體電路的兩位發明人之一，獲得2000年獲得諾貝爾物理學獎。
- 埃德溫·克雷布斯，美國生化學家，1992年與他的合作者埃德蒙·費希爾被授予諾貝爾生理學或醫學獎，以表彰他們關於蛋白質可逆磷酸化作為一種生物調節機制的研究
- 波利卡普·庫施，德裔美國物理學家，1955年獲諾貝爾物理學獎。
- 約翰·施里弗，美國物理學家，1972年獲諾貝爾物理學獎。BCS理論創立者之一。
- 菲利普·夏普，美國遺傳學家與分子生物學家，曾經因為發現斷裂基因而獲得諾貝爾生理學或醫學獎。
- 溫德爾·梅雷迪思·斯坦利，美國化學家，1946年獲諾貝爾化學獎。
- 卓以和，美国华人物理学家，电器工程师，分子束外延（分子束外延）技术的鼻祖，量子级联激光器（量子级联激光器）的共同发明人。
- 王惠鈞，中央研究院院士、副院長、發展中世界科學院院士、國立台灣大學生化科學研究所特聘研究講座，該校化学博士、細胞及結構生物學系教授。
- 大衛·A·約翰斯頓，美國地質調查局的火山學家，該校地質學學士。
- 游本中，美國明尼蘇達大學雙城分校資訊工程學系教授、系主任，中央研究院資訊科學研究所特聘研究員兼任所長，IEEE電機電子工程師學會會士，該校資訊工程博士。
- 陶為國，國立中央大學物理系畢業(1974)、香檳分校大氣科學博士(1983)、美國約翰霍普金斯大學電腦碩士(1987)；美國國家太空總署哥達太空飛行中心資深科學家、中尺度模擬與動力實驗室負責人；2000年當選英國皇家氣象學會會士，2001年獲選美國氣象學會會士，並自該年起，擔任美國地球物理聯盟（American Geophysical Union）降雨與雲委員會主席。 [1]
- 彭仁傑，物理系教授，中研院院士。

### 政治與外交界
- 菲德尔·拉莫斯（Fidel Ramos），菲律宾前总统，是该校土木工程硕士。
- 呂秀蓮，台灣政治人物，中華民國第十、十一屆副總統，是該校法學碩士。
- 陳瑩 (政治人物)，立法委員。
- 程天放，五四運動知名領導人，前中華民國教育部部長，是该校政治學碩士。
- 林全，曾任中華民國行政院院長、財政部部長，是该校经济学博士。
- 拉斐爾·科雷亞，現任厄瓜多總統。
- 趙守博，前臺灣省省主席，現任台灣總統府國策顧問，是该校比較法碩士和法學博士。
- 管中閔，曾任台灣大學校長，現任行政院經濟建設委員會主任委員，曾是该校副教授。
- 梁劉柔芬，現任香港立法會民建聯議員，中華人民共和國香港特別行政區第十屆全國人民代表大會代表，是该校電腦系學士。
- 阿提夫·穆罕默德·奧貝德，前埃及總理。
- 喬恩·科爾津，前高盛集團主席和第五十四任新泽西州州長。
- Nancy Brinker，現任癌症控制亲善大使，曾任美国礼宾司司长。

### 商界
- 陳士駿（Steve Chen），YouTube合作創辦人之一，曾在該校就讀資訊工程，但在最後一個學期輟學。
- 易纲，中国人民银行副行长，国家外汇管理局局长、党组书记，是该校经济学博士。
- 左小蕾，银河证券高级经济学家，是该校经济学博士。
- 休·海夫纳（休·海夫納），花花公子杂志的创始人，是该校心理學學士。
- 賈德·卡林姆（Jawed Karim），YouTube合作創辦人之一，是该校電腦系學士。
- 杰克·韦尔奇（Jeck Welch），美國通用电气董事长兼首席执官，是该校化工博士。
- 杰里·桑德斯（傑瑞·桑德斯），美國AMD超微半導體创始人兼第一任首席执官，是该校电子工程学士。
- 羅倫斯·艾利森（拉里·埃里森），現任美國甲骨文公司董事长兼首席执官。
- 馬克·安德森(Mark Anderson)，在该校设计了网页浏览器软件Mosaic及Netscape。
- 马克斯·列夫琴，美國PayPal合作創辦人之一。
- 吉姆·坎塔盧波(Jim Cantalupo)，前美國麥當勞公司董事長兼首席執行官，是该校會計系學士。
- 布蘭登·艾克(Brendan Eich)，JavaScript的發明人，現任Mozilla公司首席技術長。
- 雷·奧茲(Ray Ozzie)，現任微軟副總裁，IBM Lotus Notes的創造者之一，是该校電腦系學士。
- Bob Dudley，英國石油(BP)首席執行官，是该校化工學士。
- 乔治·费舍尔，前摩托羅拉和伊士曼柯達公司首席執行官，是该校工程學士。
- 羅拔·路易·莊臣，黑人娛樂電視台創辦人，是该校歷史系學士。
- C. E. Woolman，達美航空創辦人之一，是该校農業系學士。
- John D. Zeglis，美國電話電報公司AT&T Corporation董事长兼首席执官，是该校金融學士。
- John Cioffi，數位用戶迴路(DSL)之父，是该校电子工程学學士。
- Tomlinson Holman，THX標準創造者。
- H. Gene Slottow，電漿顯示器創造者之一，是该校电子工程学博士。
- 劉兆凱，即劉兆玄之弟，該校電機工程博士，現任臺灣「東元電機」董事長。
- 沈寶島，劉兆凱之妻，該校歷史碩士。
- 劉兆寧，劉兆凱之大哥，該校電腦博士、教授。
- 劉兆華，劉兆凱之二哥，該校博士、教授（歿）。
- 劉兆漢，劉兆凱之三哥，曾任教於該校電機與電腦工程學系20餘年。
- 劉兆藜，劉兆凱之四哥，該校博士、教授。

### 學界
- 黄万里，清华大学水利系教授，是该校博士。
- 钱思亮，前任臺灣中央研究院院长（1970年-1983年）及國立臺灣大學校长（1951年-1970年），是该校化學博士。
- 趙國華，交通部公路總管處正工程師。國立重慶大學教授，國立臺灣大學教授，系主任。省立中興大學教授、土木系系主任、理工學院院長，國立臺北科技大學校長（民國54年，1965年），是該校土木研究所研究。[2]
- 顏信輝，淡江大學會計系教授兼淡江大學會計長，是該校會計碩士。
- 邢其毅，北京大学化学系教授，曾参与研究人工合成牛胰岛素，是该校博士。
- 楊國樞，現任臺灣中央研究院副院長，知名人格心理學與社會心理學學者，是该校心理學博士。
- 彭作奎，台灣前農委會主委，現任中州技術學院校長。
- 楊一帆（Yi-Fan Yang），國立交通大學應用數學系教授兼理學院科學學士學位學程班主任，榮獲伊利諾大學香檳分校數學系 Bateman Prize in Number Theory，是校數學博士。[3]
- 汤敏，中国发展研究基金会副秘书长，北京大学中国经济研究中心、武汉大学、曁南大学兼职教授，长城金融研究所研究员，中国经济50人成员，是该校经济学博士。
- 臧啟芳，前國立東北大學校長，前代理天津市市長，前東海大學經濟系教授及系主任。
- 程海東，澳門大學學生事務副校長，前東海大學校長，前美國伊利諾大學香檳校區終身職教授。
- 李瑞庭（Anthony J.T. Lee），國立臺灣大學資管系教授，是該校博士。 [4]
- Steven Sample，南加州大學第十任校長，是该校电子工程学學士碩士博士。
- 湯明哲（Ming-Je Tang），國立臺灣大學教授兼財務副校長，台灣大學管理學院EMBA第一任執行長，曾任教美國伊利諾大學香檳校區，獲終身教職（Tenure）。 [5]
- 劉炯朗，國立清華大學校長，伊利諾大學香檳校區資訊工程系教授，並曾擔任過伊利諾大學香檳校區助理副校長職務。
- 劉兆漢，該校電機與電腦工程學系助教授（1966-1970）、副教授（1970-1974）、教授（1974-1993）、名譽教授（1993 －），為前行政院院長劉兆玄及東元電機董事長劉兆凱的胞兄。
- 李德財，國立中興大學校長，是該校資訊工程碩士及博士。
- 張欣綠，國立政治大學資訊管理學系專任副教授，是該校資訊管理博士。
- 周景揚，國立中央大學校長，是該校電腦科學碩士、博士。
- 曹承礎，國立臺灣大學教授兼台大EMBA執行長，台灣大學資訊管理系主任兼研究所所長，是該校電腦科學博士。
- 蕭正平（Michael J. Shaw），伊利諾大學香檳校區商學院講座教授。[6]
- 何文壽，該校化學博士，俄亥俄州立大學化學工程學系教授，國立臺灣大學化學工程學系教授，美国国家科学院院士。
- 彭宗平，國立清華大學材料科學工程學系講座教授，前元智大學校長，是該校材料科學博士。[7]
- 陳念偉，該校電機工程博士，國立中央大學電機系助理教授,現任元智大學電機系教授。
- 管一政，該校天文學博士，國立臺灣師範大學地球科學系教授，中央研究院天文及天文物理研究所兼任研究人員、中華民國天文學會現任理事長。
- 林福仁，國立清華大學教授兼服務科學研究所所長，是該校資訊管理博士。[8]
- 謝光前，國立清華大學電機系教授兼奈微與材料科技中心主任。[9] [10]
- 鄭克勇（Keh-Yung Cheng），中正理工學院1968年班電機系，師承「卓以和」教授，該校電機系教授，曾在該校主持積體電路實驗室，IEEE國際電機電子工程學會會士，現任國立清華大學電資學院院長。[9][11][12][13][14][15]
- 呂伯強，中正理工學院1969年班電機系，是該校電機博士，中正理工學院教授、教育長，健行科技大學電機工程系教授  [16]
- 陸續，中正理工學院1975年班物理系，是該校電機碩士、博士，中正理工學院物理系助教、講師、副教授、教授、系主任、理學部部主任、國防科學研究所所長、副教育長、院長，智旺科技副總經理，力晶集團研發副總，美國物理學會物理評論(Physical Review)期刊論文評審，中山科學研究院電子研究所顧問、材料發展中心顧問，中國紡織工業研究中心顧問，國防大學陸軍、海軍、空軍學院兼任教授、戰爭學院榮譽講座，考試院典試委員，中華工程教育學會理事，國防部人力司軍事教育處處長。
- 施光訓 (Steve Kuang-hsun Shih)，中信金融管理學院校長，財金研究所博士。Editor-in-Chief，Journal of Accounting、Finance & Management Strategy。中國文化大學財金系教授，主任，教務長。
- 張連璧（Liann-Be Chang），國立交通大學電子物理系（真空管、二極體），中正理工學院電子博士(1983-1987)、該校博士後研究(1987-1988)，師承「鄭克勇」教授，台電8職等儀電主辦、中科院微波元件組副研究員、中正理工電機系系主任兼研究所所長，長庚大學工學院副院長、綠色科技研究中心主任、光電所教授 [17]
- 周述村，中正理工學院電機系、電子所，該校電機博士，師承「鄭克勇」教授，中正理工學院副教授、中威光電總經理
- 朱有花，該校天文系教授、系主任。主要研究領域在星際介質和星球之間的交互作用以及系外行星的觀測。夫婿是該校物理系教授。他們育有兩女一子。
- 華雲生，該校電機及計算機工程學系 Franklin W. Woeltge 講座教授，亦於2008-2009年在新加坡擔任由伊利諾伊大學成立與新加坡政府科技研究局資助的先進數碼科學中心的總監，是香港中文大學常務副校長及偉倫計算機科學與工程學講座教授，世界級電腦科學家。
- 大衛·戈特利布，美國植物病理學學家，1946年至1982年間該校植物病理學教授，一位在真菌生理學及植物抗生素方面的先驅者。1940年代將鏈黴菌屬的菌種隔離，並且發展出氯黴素而聲名大噪。
- 李·克隆巴赫，該校教育心理學教授。
- 理查德·衛斯里·漢明，該校數學博士，美國電腦協會（ACM）的創立人之一，曾任該組織的主席，主要貢獻在計算機科學和電訊。
- 薩支唐（Chih-Tang Sah），該校物理學士（1953年）、美國史丹福大學電機工程博士（1956年），伊利諾大學名譽教授，為CMOS主要發明人，主要研究領域包括半導體物理、VLSI MOSFET、BJT Reliability，為IEEE Fellow，美國國家工程學院院士，現任佛羅里達大學電機系講座教授 [18][19][20]
- 莊紹勳（Steve S. Chung），該校電機工程博士（1985年）、該校固態電子實驗室研究助理 、薩支唐（Chih-Tang Sah）研究小組、台積電公司 、聯華電子、茂矽電子計劃顧問、IEEE美國總會電子元件學會執行委員(Board of Governor)，IEEE Fellow; 國立交通大學電子工程系副教授、教授、國際長、頂尖大學計畫執行長、講座教授 、聯華電子研究講座教授、終身講座教授[21][18]
- 賴世剛，為中華民國知名英文雜誌赖世雄的弟弟[22]。該校區域規劃哲學博士，前國立臺北大學不動產與城鄉環境學系特聘教授（页面存档备份，存于），現任職於中國浙江大學專聘教授。為中華地區都市規劃領域之權威人物，其目前已入選十數項國際名人錄，包括Marquis Who’s Who in the World。[23]著有:都市複雜與規劃：理解並改善都市發展（页面存档备份，存于）、透視複雜 ：台灣都市社會事件薄等。
- 湛可南，國立政治大學財務管理學系正教授，該校財務學系博士。
- 陳俊元，國立政治大學商學院風險管理與保險學系副教授，該校法學系博士。
- 譚丹琪，國立政治大學商學院國際經營與貿易學系正教授，該校企業管理學系博士。
- 樓永堅，國立政治大學商學院企業管理學系正教授，該校企業管理學系博士。
- 張愛華，國立政治大學商學院企業管理學系兼任正教授，該校企業管理學系博士。
- 杜雨儒，國立政治大學商學院資訊管理學系副教授，該校企業管理學系博士。
- 鄭瑞隆，國立中正大學教育學院犯罪防治學系教授，該校社會工作哲學博士。
- 易思安，美國國際關係學者，2049計畫研究所高級主任，該校國際研究學士。[24]
- 賴澤涵，國立中央大學榮譽教授，該校碩、博士。

### 其他
- 竺可桢，早年曾在该校攻读农业学。
- 張純如，美國著名的華裔女作家，以出版英文歷史著作《南京暴行：被遺忘的大屠殺》而聞名。
- 丹·薩維奇，美國作者、時事評論員、記者、報紙編輯和性諮詢專欄作家、LGBT平權人士。
- 李安，臺灣導演，已獲得兩次奧斯卡金像奖最佳導演（電影：《斷背山》與少年PI的奇幻漂流），毕业于该校戏剧系，获得学士学位。同屬臺灣籍的妻子林惠嘉亦為該校微生物學博士，現為紐約醫學院（New York Medical College）病理學研究教授。
- 沈祖海，知名建築師，是该校建築碩士。
- 張瑪龍，知名建築師，是该校建築碩士。
- 德隆·威廉姆斯 (Deron Michael Williams)，美國職業籃球員